# Phaeomolis curvenal
Phaeomolis curvenal là một loài bướm đêm thuộc phân họ Arctiinae, họ Erebidae.